# 对性少数相关内容的审查

各国“禁止宣传性少数”的法律
没有相关法律
罚款
处罚不明确
监禁

对LGBT相关内容进行审查在全球各国都普遍而广泛存在，政府可能采取多种形式来限制性少数内容的扩散，尽管美国同性婚姻已于2016年实现合法化，多个州政府仍然保留“禁止宣传同性恋法”的州法，此外还有俄罗斯的“保护儿童免遭反传统家庭价值观信息的影响法”和伊斯兰世界的伊斯兰教法都对性少数者相关内容进行严密审查，马来西亚则禁止宣传冒犯伊斯兰教义的行为等等。 

## 现行法律

### 中国
2015年12月31日，国家新闻出版广电总局宣布了禁止任何电视节目和电影描述“非正常性关系”的新规定。   由于这项新规定，当时许多流行的网络电视连续剧（如《上瘾》）立即被下架和禁播。乐视网和腾讯视频等在线流媒体服务也遵循新规则，立刻删除带有LGBT标签的网剧。 
2017年，某LGBT会议计划在西安举行，遭到西安警方拘留和警告。   
2018年3月，获得奥斯卡奖的《 以你的名字呼唤我 》被北京国际电影节的参展电影中撤出。  参展商普遍认为，该电影节的组织者承受着播放电影的政治压力。 
2018年4月14日， 新浪微博根据2017年生效的《中华人民共和国网络安全法》和其他政府规章开始审查LGBT内容 。
2018年5月，湖南广播电视台旗下在线视频平台芒果TV在转播爱尔兰歌手瑞安·奥肖内西的欧洲歌唱大赛的表演时将出现的彩虹旗打上马赛克。随后欧洲广播联盟撤销了湖南卫视播出2018年欧洲歌唱大赛决赛的转播权。 
2018年国际不再恐同日的前几天，北京两名戴着彩虹徽章的女士被保安人员袭击并殴打。此后不久，该保安公司解雇了三名保安。 

### 俄国
俄罗斯国家杜马于2013年6月11日审议了《保护儿童免遭反传统家庭价值观信息的影响法》的提案，只有伊利亚·波诺马廖夫议员弃权  ，该法律由总统普京于6月30日签署生效。

### 美国
美国一些州拥有“禁止推广同性恋法”，该法律禁止或限制在公立學校提及或讨论同性戀、跨性别和变性人的身份。 从理论上讲，这些法律主要适用于性教育课程，但也可以适用于学校课程的其他部分以及课外活动和社团团体，例如同志與非同志聯盟 。 
这些明确的反LGBT课程法律可以在美国的6个州找到，即亚拉巴马州、路易斯安那州、密西西比州、奧克拉荷馬州、南卡罗来纳州和德克萨斯州。
类似于1988年废除的《英国地方政府法》第28条，该条禁止地方当局“有意促进同性恋、出版旨在促进同性恋的材料，或在任何公立學校中宣传性少数群体组成的家庭关系。” 

### 韓國
2001年，韩国科学技术情报通信部的信息和通信道德委员会开始审查LGBT内容，但在2003年停止了这种做法。 
但大韓民國國軍仍以《軍刑法》第92條第6款「肛門性交、其他騷擾行為者，判處有期徒刑2年以下」將所有同性戀者視為潛在的性犯罪者。2017年從韓國陸軍開始以大規模反人權方式審查軍隊中的LGBT人士，之後蔓延至其他軍種，最後同年5月有男同性戀軍人被以「性伴侶同樣是軍人」的理由，即使性行為場所為私人處所，最後法院仍做出徒刑6個月、緩刑1年的判決。